# ジョッゴ
ジョッゴ株式会社は東京都新宿区に本社を置く革製品の企画販売・生産を手がける企業。ソーシャルビジネスを展開する株式会社ボーダレス・ジャパンのグループ会社。

## 概要
- バングラデシュと日本国内に2つの自社工場を持ち、職人の雇用・育成を通し、バングラデシュの貧困問題と、日本の障がい者雇用という2つの社会問題解決にアプローチしている[2]。
- 会社設立のきっかけは、アジア最貧国と言われるバングラデシュで貧困な環境で生まれ育ち、極端に選択肢のない人たちに対して何かできないかという思いから[3]。
- 「JOGGO」とはベンガル語で「その人に合った」という意味を持つ。顧客に合わせた商品を提供するというコンセプトから名付けられた。
- 「感動で繋がりを」というビジョンを掲げる。商品が顧客の手元に届き、使われ続ける中で生まれる感動を通して、職人・スタッフ・顧客一人ひとりの国境や宗教、障害を越えたすべての人がともに喜びを分かち合い、心で繋がる社会をめざしている[4]。

## 沿革
- 2013年、株式会社ボーダレス・ジャパン代表の田口一成とバングラデシュ出身のファルク・ホセイン（ボーダレス・バングラデシュ代表）により[5]、同国の地域産業の特性と現地の資源を活用し、貧困問題に対して皮革関連産業の雇用で解決することを目的にサービス設計が行われた。3月、同社内の事業部として企画開始。同年10月、バングラデシュのダッカに60坪の工場を設け、革製品の製造をスタートした[6][7][8]。
- 2014年3月、JOGGOサービス提供開始。iPhoneウォレットがソーシャルプロダクツ・アワード2014にて「ソーシャルプロダクツ賞」を受賞[9]。
- 2017年3月、髙橋亮彦を代表取締役としてジョッゴ株式会社設立。同年4月、日本国内の障害者雇用問題を解決することを目的に、国内拠点工場の計画開始。精神・発達障害者を対象に採用活動。10月、バングラデシュにおけるさらなる雇用拡大をめざし中国進出計画スタート
- 2018年3月、国内初の工場を久米川に開設。5名の精神・発達障害者を雇用する。バングラデシュの工場近くに託児所「Himawari」を開設。
- 2019年9月、中国撤退。
- 2019年10月、太田真之が代表取締役に就任。
- 2020年3月、年商6.8億達成。バングラデシュ工場における直接雇用者数108名・雇用者家族432名を達成する。
- 2020年8月、株式会社ボーダレス・ジャパンの提供するハチドリ電力により、久米川工場に100％自然エネルギー由来の電力が供給される[10]。
- 2022年9月、久米川工場の電力をハチドリ電力からみんな電力へ変更[11]。
- 2023年2月、第1回『1% for Bangladesh』 を実施。利益の1% をバングラデシュ工場へ現物支給の形で還元[1]。

## 事業内容
バングラデシュと日本で革職人を育成する工場を運営し、その革製品を販売する事業を展開。
- JOGGO（ジョッゴ）：バングラデシュにおける教育を受けられないがゆえの就労困難問題を解決するための事業。工場では「一人ひとりが性別や育った環境に関係なく、誇りの持てる仕事の選択肢を増やせる社会をつくる」を目標に掲げ、工場ではシングルマザー、不就学、孤児として育った方、身体障害者などを多く雇用している[3][13]。
- UNROOF（アンルーフ）：障害があるだけで仕事の選択肢が制限される、日本における問題を解決するための事業。単純な業務内容や低い給与水準という労働環境問題をビジネスで解決することを目的とする[14]。障害者雇用のゴールは、「健常者と同じように働けること」[15]。

## 事業所
- 本社 - 東京都新宿区市谷田町2-17 八重洲市谷ビル6F

- 久米川工場 - 東京都東村山市栄町3-3-2 ナズ久米川レックス1階

- バングラデシュ工場 - BLJ Bangladesh Corporation Ltd. Belma, Ashulia, Savar, Dhaka.

## 商品の特徴
- バングラデシュで毎年開催されるイスラム教の祝祭「イード」で大量に消費される牛の食用後に余った牛革を使用[2]。
- 財布やバッグ、カードケース、スマホケースなど、50種ほどの商品を扱う。
- バングラデシュ現地の皮革製造者（タンナー）とともに試行錯誤の末に生み出された14色の革から自由に組み合わせ、オリジナル商品を依頼することができる[2]。
- 「UNROOF」では、左利き用のアイテムも作ることができる[12]。